# Caroline Spelman

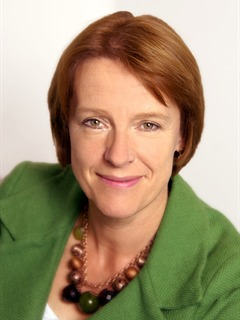
Caroline Spelman

Caroline Spelman, född 4 maj 1958 i Bishop's Stortford i Hertfordshire, är en brittisk konservativ politiker. Hon var miljö-, livsmedels- och landsbygdsminister (Secretary of State for Environment, Food and Rural Affairs) i regeringen Cameron från maj 2010 till september 2012. Hon representerar valkretsen Meriden i brittiska underhuset sedan 1997. Spelman var ordförande för det konservativa partiet mellan 2007 och 2009.